# William Scoresby
William Scoresby (5 d'octubre de 1789 – 21 de març de 1857), va ser un explorador de l'Àrtida anglès, a més de científic i clergue.

## Biografia
Scoresby nasqué al llogaret de Cropton prop de Pickering, North Yorkshire. a Yorkshire. El seu pare, William Scoresby (1760–1829), va fer una fortuna amb la caça de balenes a l'Àrtic. William acompanyà al seu pare a l'Àrtic a l'edat d'11 anys però tornà a l'escola fins a l'any 1803. El 25 de maig de 1806 a bord del vaixell balener del seu pare arribaren a la latitud 81°30’ N. (19° E. de longitud), la qual va ser durant 21 anys la més alta a la qual algú havia arribat.
En el seu viatge de 1807, Scoresby començà a estudiar la meteorologia i història natural de les regions polars.
Durant el viatge de 1813 establí per primera vegada el fet que l'oceà polar tenia una temperatura més calenta a fondària considerable que no pas en la superfície. En aquest període va escriure a Sir Joseph Banks,sobre la recerca del pas del Nord-oest
En el seu viatge de 1822 a Groenlàndia, Scoresby inspeccionà i cartografià acuradament 400 milles de la costa est, entre les latituds 69° 30’ i 72° 30’. A la mort de la seva esposa decidí fer-se clergue.
Va ser escollit membre de la Royal Society (1824) i es doctorà en teologia l'any 1839.
Va contribuir al coneixement del magnetisme terrestre i per obtenir-ne dades viatjà a Austràlia.

## Llegat
Nombrosos llocs reben el seu nom, incloent:
- El cràter de la lluna Scoresby;
- Scoresbysund, actualment dit Ittoqqortoormiit, un gran fiord a Groenlàndia

- Un suburbi a Melbourne
- El vaixell RRS William Scoresby, de principis del segle XX en les Discovery Investigations.
- Scoresby Land a Groenlàndia
- Cap Scoresby (66° 34′ S 162° 45′ E / 66.567°S 162.75°E / -66.567; 162.75), a l'illa Borradaile.